# Vadászkutya
Vadászkutyának azon kutyákat nevezzük, amelyek az embernek a vadászatban segítkeznek. Az idők folyamán nagyon sok fajtájuk alakult ki, osztályozásuk általában az alapján történik, hogy milyen feladatra használatosak a vadászatok alatt. A feladat szerinti fő típusok csoportosítása testméret alapján: 
- Kis termetű: spániel, terrier, tacskó (a spánieleket szakszóval kajtató ebnek, a terriereket és a tacskót pedig kotorékebnek nevezik)
- Kis-közepes termetű: kopó
- Közepes termetű: retriever, vizsla, véreb
- Agár (kis, közepes és nagy méretű fajták is vannak)

## A vadászkutyák kialakulása
Az emberiség legelső háziállata a kutya volt, háziasítása, paleozoológiai adatok alapján, kb. 100 ezer évvel ezelőtt kezdődött a modern ember megjelenésével egy időben.Ekkor azonban még csak az ember mellé szegődött farkasokról beszélhetünk. A farkasok minden bizonnyal azért kezdtek ólálkodni az emberi közösségek körül, mert rendszeresen eltakarították a lakomák maradékát. Hamarosan az ember észrevette, hogy a farkas-kutyák hatékonyabb érzékszerveik, gyorsaságuk, valamint ügyességük révén kiválóan alkalmazhatóak, nemcsak mint őrzővédők, de mint vadásztársak is. Ennek szellemében folyamatosan elmélyült az ember és kutya közti kapcsolat. Megkezdődött a céltudatos szelekció és a tenyésztés is. Az ember a kutyát fokozatosan „eszközévé" tette, az ősi ösztöneit korlátok közé szorította és a mai napig is ezt teszi.
Az idő múlásával fokozatosan a vadászat célja is kezdett megváltozni, így nemcsak a létfenntartás eszköze volt, hanem egyre inkább a kultúrája részévé vált. A középkorhoz köthető a különböző fajta vadászkutyák tenyésztése annak függvényébe, hogy milyen vadra és milyen vadászati módokkal kívántak vadászni. Megjelentek hát a szemmel (vizuálisan) és orral (szimat alapján) vadászó fajták. Kitenyésztették a rejtőző vad felkutatására a kajtató ebeket, hajtó ebeket, valamint a sebzett vad keresésére használható fajtákat, a vérebeket. Ugyanakkor a kopókkal (hajtó ebek) párhuzamosan kialakult az agár, az agarászat. A lőfegyver vadászatban történő alkalmazása döntően hatott olyan ebek kitenyésztésére, amelyek messziről képesek jelezni a vad jelenlétét, a vadat nem űzik, hanem bevárják a vadászt, aki felrebbenti vagy kiugrasztja a rejtőző szárnyas vagy szőrmés állatokat. Ezzel megalakultak a vizslák.

## A vadászkutyák osztályozása
A mai modern vadászkutyákat, feladatkörük alapján, több csoportba soroljuk.

### Vizslák

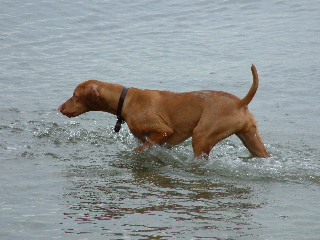
Magyar rövidszőrű vizsla

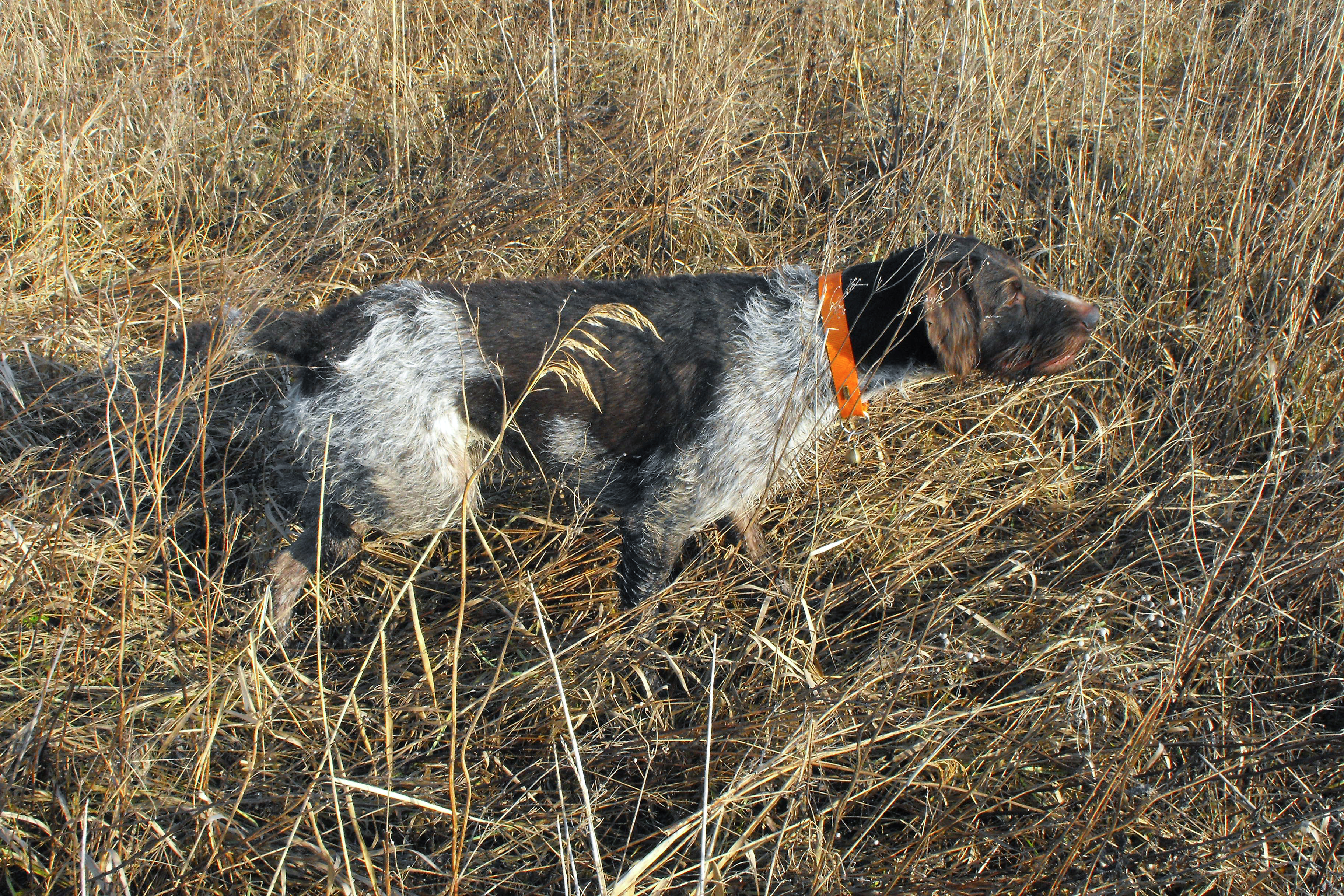
Vadat álló német vizsla

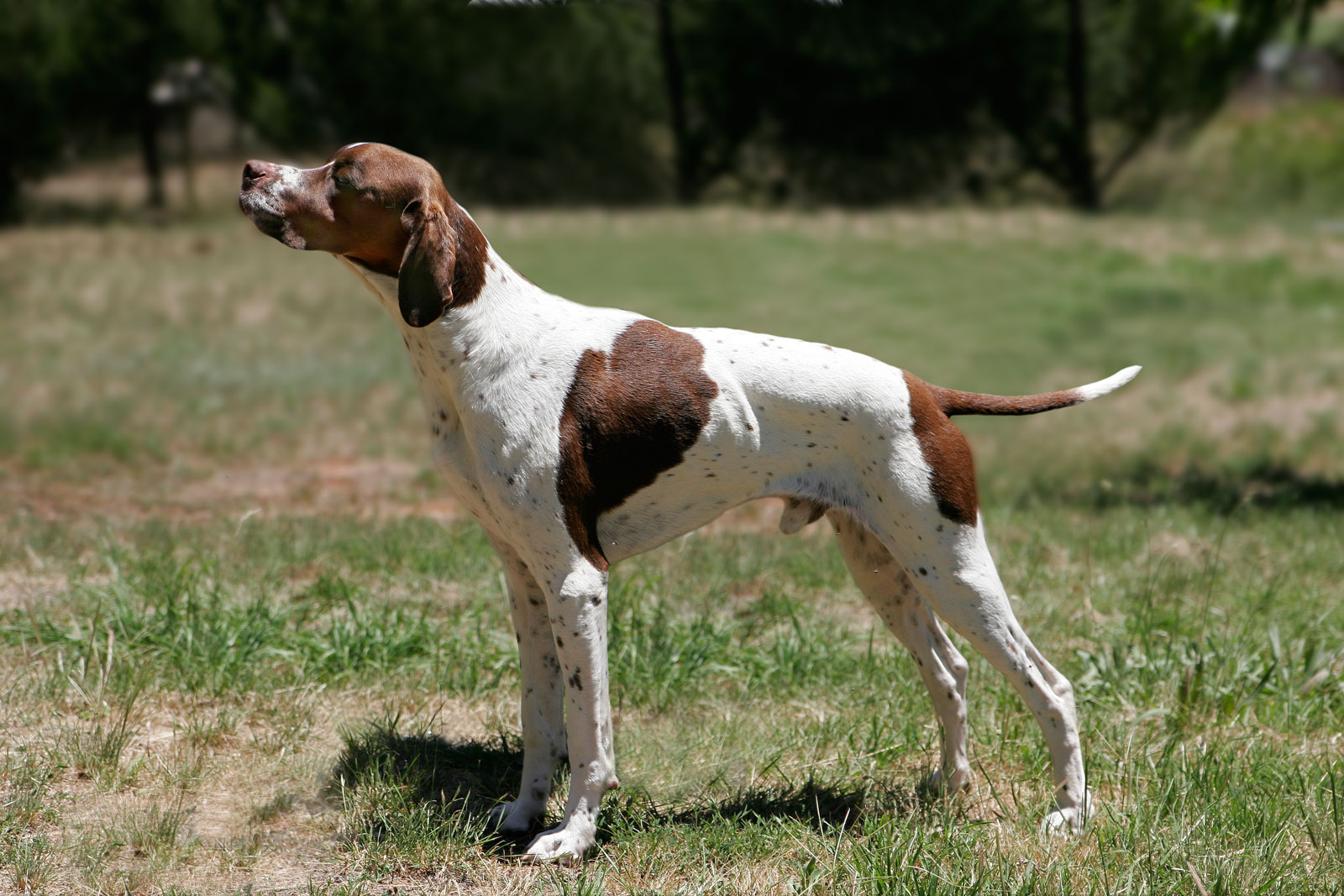
Pointer(angol vizsla)

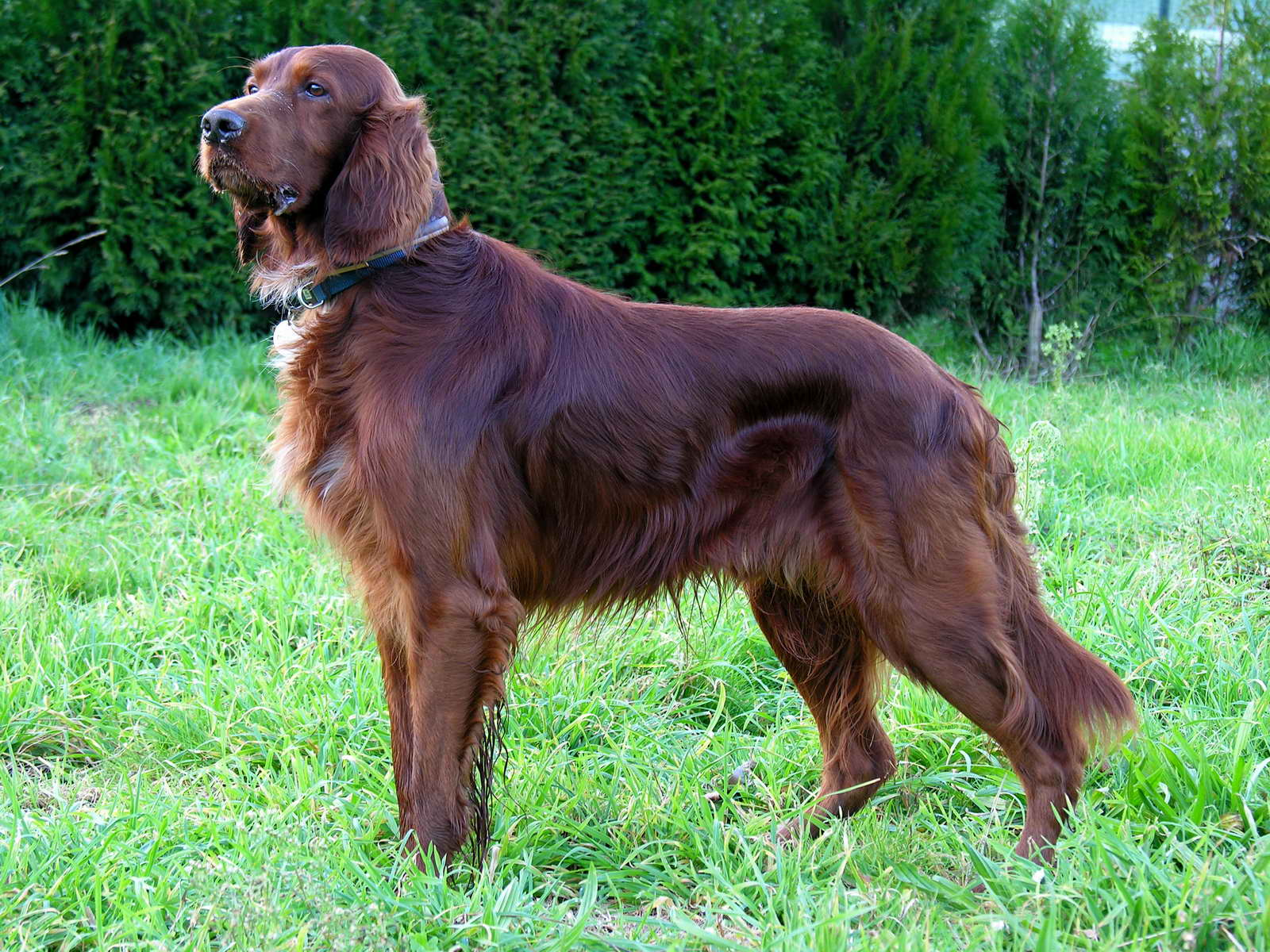
Ír szetter

Általában apróvad vadászatára használt, középtermetű kutyák. A vadászok (és a vizslások) szerint, ha a vadászkutyák valahogy mind kipusztulnának a vizslák kivételével, akkor ezek el tudnák látni az összes többi vadászkutya feladatát. A vizslák a vadászkutya-kiképzés iskolapéldái. Intelligens, engedelmes, ragaszkodó és kiegyensúlyozott kutyák, kitűnő szimattal rendelkeznek. Mozgásigényük hatalmas.
A vizslák között megkülönböztetünk kontinentális és angol vizslákat. Szerepük is eszerint alakul a vadászatokon. Az angol vizslák kitűnő szimatuk révén megkeresik az elrejtőzött vadat, majd jellegzetes pózban maradva, vadmegállásnak nevezik, megmutatja a rejtőzködő vad helyét a vadásznak. A vadász felrebbenti vagy felugratja, majd következik a lövés. A klasszikus angol vizslázásnál a kutya szerepe ezzel véget is ért. A kontinentális vizslák ugyanezt csinálják, de szerepük a lövéssel nem ér véget. Parancsra megkeresik a meglőtt vadat, vízen vagy szárazon, és gazdájukhoz viszik (aportirozás). Szerepkörük még ennél is tágabb, mert használatosak sebzett nagyvad utánkeresésére (friss nyomon), amikor feladatuk ennek megtalálása és a kimúlt vad jelzése („dermedtre csaholás”), vagy a még nem kimúlt vad megállítása („állóra csaholás”). Ezen feladataik miatt nevezik még a kontinentális vizslákat mindenes, vagyis univerzális vizsláknak is. Tevékenységük egyik legfontosabb pillanata az úgynevezett „vadmegállás”. Erre azért van szükség, mert az amúgy elég nagy távolságra is dolgozó kutya, enélkül felrebbentené vagy elzavarná a vadat mielőtt a vadász lövéshez jutna. Ismertebb vizsla fajták :
- kontinentális vizslák
  - Drótszőrű magyar vizsla
  - Rövidszőrű magyar vizsla
  - Drótszőrű német vizsla
  - Rövidszőrű német vizsla
  - Hosszúszőrű német vizsla
  - Szálkásszőrű német vizsla
  - Weimari vizsla
  - Braque St. Germain
  - Cseh vizsla
  - Drentsche patrijshond
  - Epagneul breton
  - Gammel dansk honsehund
  - Korthals-griffon
  - Kis münsterlandi
  - Nagy münsterlandi
  - Slovensky hruborsty ohar
  - Stabyhound
  - Olasz vizsla
- angol vizslák
  - Angol szetter
  - Gordon szetter
  - Ír szetter
  - Pointer

### Kajtató ebek

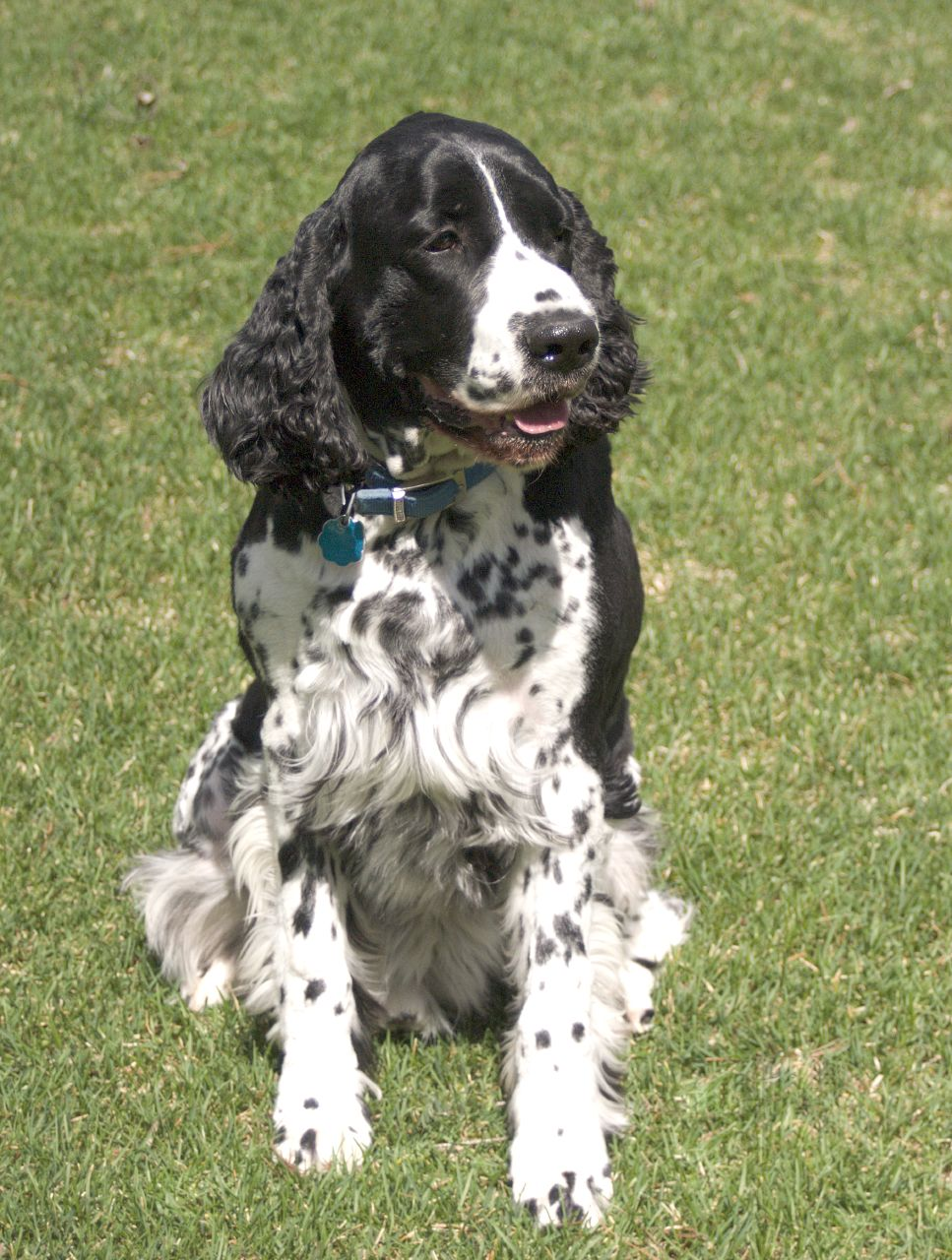
Angol springer spániel

Kisebb termetű kutyák, szerepük a vad megkeresése, felrebbentése, kiugrasztása. Nem állják a vadat, mint a vizslák, de az ő esetükben ez nem gond, mivel általában úgymond puska alatt, vagyis lőtávolságban keresnek és dolgoznak. Sajnos, mivel az ő feladatukat a mindenes kutyák is el tudják látni, vadásztársként egyre kevesebbet találni belőlük.Sokukból időközben divatkutya lett, s a kizárólag küllemi szempontok szerint történő szelekció miatt fokozatosan vesztik el vadászképességeiket.Ezért ma nem mindegy, hogy a vadász milyen tenyészetből származó kajtató ebbel indul el fácánozni…

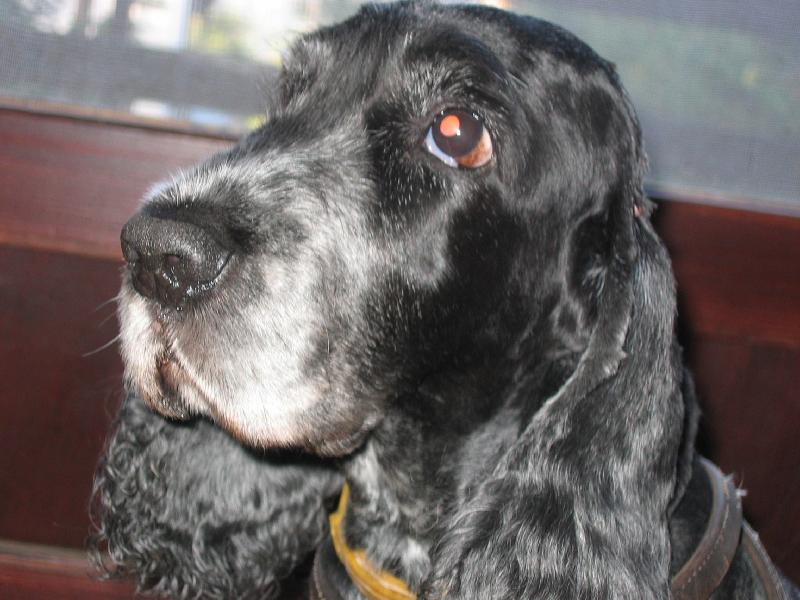
Angol cocker spániel

Fontosabb képviselőik:
- Amerikai cocker spániel
- Angol cocker spániel
- Angol springer spániel
- Field spániel
- Ír vízispániel

### Kopók

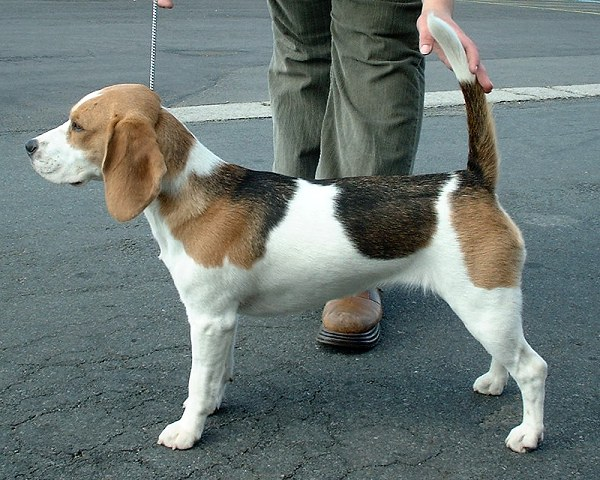
Háromszínű beagle

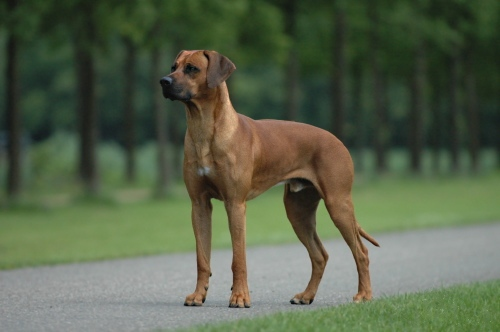
Rhodesian ridgeback

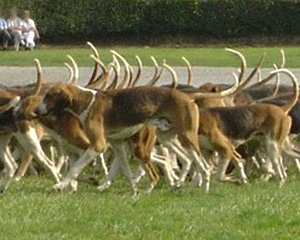
Angol rókakopók

A kopók a legősibb vadászkutyák. Szerepük a vad megkeresése, felverése, üldözése, a vadászok felé terelése. A kopóval való vadászatnak több formája is elterjedt az évek, évszázadok folyamán. A klasszikus kopászat, falkavadászat, már a ló háziasításával egy időben kialakult, mikor lovas vadászok kopók segítségével űzték a vadat, igyekezvén azt utolérni és elejteni. A falkavadászat lényege és szépsége valójában abban rejlik, hogy a kopók a lovasoktól és a lovaktól függetlenül, önállóan dolgoznak attól a pillanattól kezdve, ahogy a vad nyomára akadnak. Így az üldözött vad és a falka határozza meg a terepet, az iramot a lovasoknak. Ez által a falka biztosítja a vadászat élvezetes, lendületes voltát. A falkászat történhetett vadon élő szarvasra, zárttéri szarvasra, nyúlra és rókára. Néhány országban őzre, vaddisznóra is hajtottak, sőt Franciaországban még szárnyas (túzok) vadra is.
Nyúlra kis termetű kutyákat alkalmaztak, (kivéve a nagy kiterjedésű síkságokat ahol inkább az agarászat terjedt el), ilyenek a Basset artésien normand, Basset hound, Artoisi kopó és a több hasznosítású Beagle, Nyulászkopó. Rókára, a közepes termetű kopók a legalkalmasabbak, nagy fedettségű területen rendezett hajtásokhoz a Beagle és a Nyulászkopó használatát javasolták. Szarvasra kizárólag nagy testű kopókat használtak és ahol nem tiltott ez a vadászati mód ma is ezeket alkalmazzák. Ide tartoznak a nagy francia kopók, a nagy francia trikolór kopók és a jurai kopók.
A legtöbb országban a klasszikus falkavadászat tiltott vadászati módnak minősül. Legutoljára Nagy Britanniában is betiltották a híres rókavadászatokat. A mai alkalmazási területük a vaddisznó hajtásokban és a sebzett nagyvad után keresésében lehetséges. Megjegyzendő, hogy ebben a vadászati módban remekül, sőt mi több kitűnően helyt állnak. Ugyancsak ez vonatkozik a Beagle és a tacskókopó munkájára is. Ismertebb fajtáik:
- Alpesi tacskókopó
- Balkáni kopó
- Basset artésien normand
- Basset fauve de brétagne
- Basset hound
- Beagle
- Berner laufhund
- Berni kiskopó
- Coonhound (Mosómedvekopó)
- Dalmata
- Deutsche bracke
- Dunker
- English foxhound
- Erdélyi kopó
- Grand basset griffon vendéen
- Isztriai kopó
- Jugoslavenski trobojni gonic
- Jura kiskopó
- Lengyel kopó
- Luzerner laufhund
- Osztrák kopó (Brandlbracke)
- Otterhound
- Petit basset griffon vendéen
- Petit bleu de gascogne
- Posavski gonic
- Rodéziai ridgeback
- Segugio italiano
- Steirische rauhaarige hochgebirgsbracke
- Svomenjokoira
- Szlovák kopó
- Vendée-i griffon basset

### Vérebek

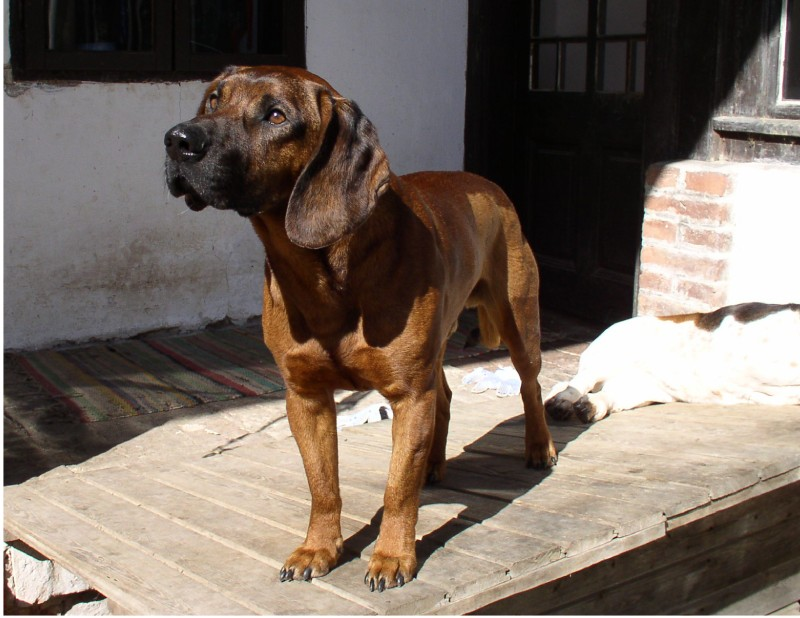
Hannoveri véreb

A vérebek azok a vadászkutyák, melyeket arra tenyésztettek ki, hogy a sebzett nagyvadat kövessék, hogy megtalálva hollétét jelezzék, vagy a még mozgó vadat állítsák vagy lerántsák. Való igaz, hogy a tacskók és a vizslák is követni tudják a sebzett vadat (általában friss nyomon), azonban egyetlen fajta sem veheti fel a versenyt a vérebekkel. A vérebek a 24 – 48 órás vagy annál régebbi nyomot is követni tudják. De nem csak a magányos nyomot kell kövesse a jó véreb, hanem ki kell tudja választani a sebzett állat nyomát a konda, a szarvascsorda nyomrengetegéből is. Lőjenek bár a lehető legjobban a vadászok, sebzett nagyvad mindig volt és lesz, tehát egy nagyvadas területen a vérebek munkája nélkülözhetetlen. Klasszikus értelemben a vérebet csak szarvasra, muflonra, dámvadra, zergére és vaddisznóra használják. Őzre csak olyan helyen ahol fővad. Látszólag nem sok mindent kell tudnia egy jó vérebnek, és mégis a legtöbb hozzáértést éppen a vérebek kiképzése követeli. A mai vadászatban két fajtáját használják, a nehezebb hannoveri vérebet és a nyurgább bajor hegyi vérebet. Az elsőt sík, illetve dombos vidéken, a másodikat, mint neve is mutatja, sziklás hegyi terep körülményei között. A vérebnek igen bensőséges kapcsolatban kell lennie gazdájával, kölcsönösen kell bízzon a vadász és kutya egymásban. A véreb majdnem egyáltalán nem fenyíthető, mivel igen érzékeny, és a fenyítés teljesen letöri munkájában. Ezek után érthető, hogy a véreb név mennyire megtévesztő. A laikusok többségének a véreb név egy vérengző fenevadat takar, pedig fent láthatóan szó sincs ilyesmiről.
Nevezetes vérebfajták:
- Hannoveri véreb
- Bajor hegyi véreb
- Angol véreb

### Kotorékebek

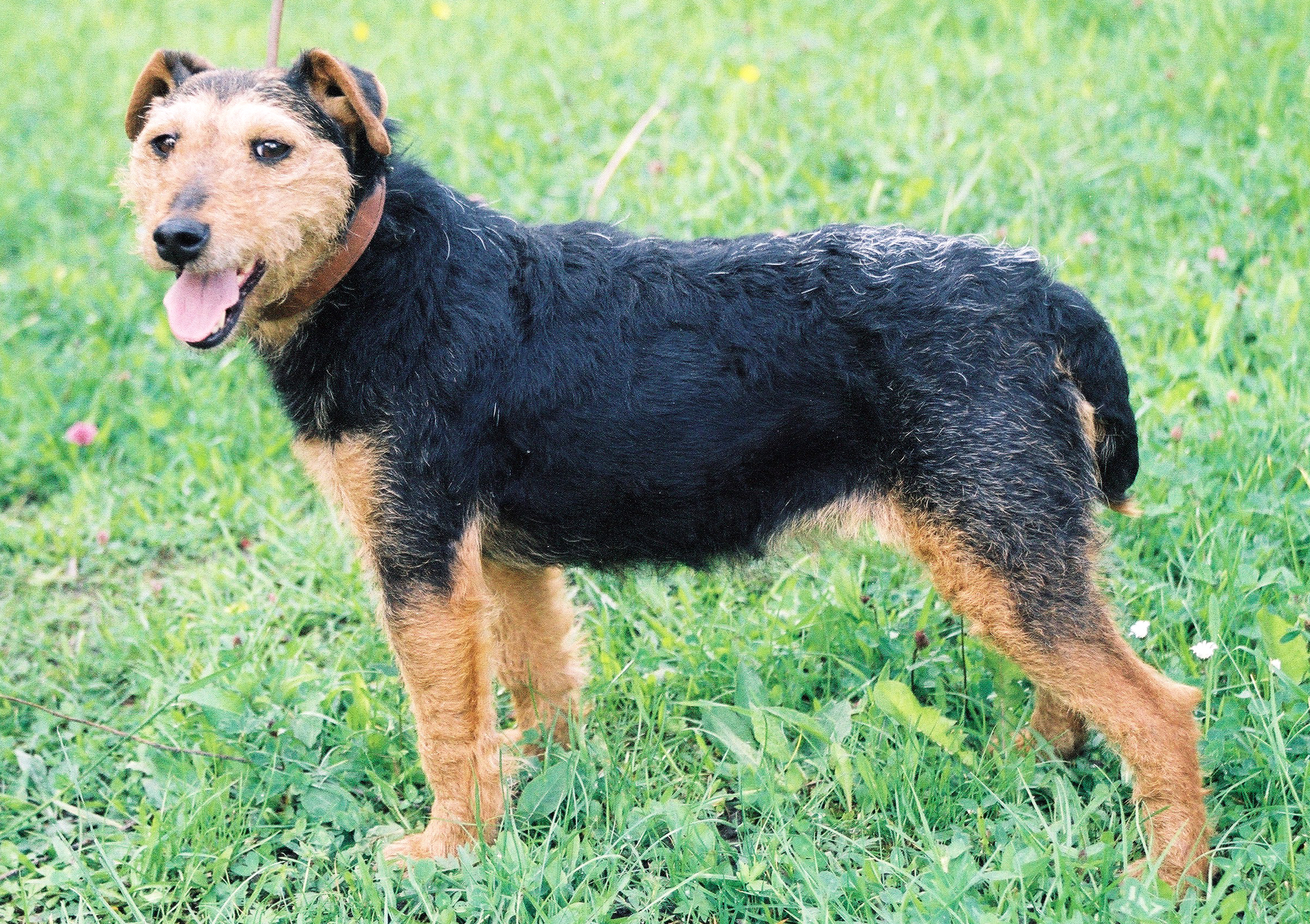
Jagd terrier

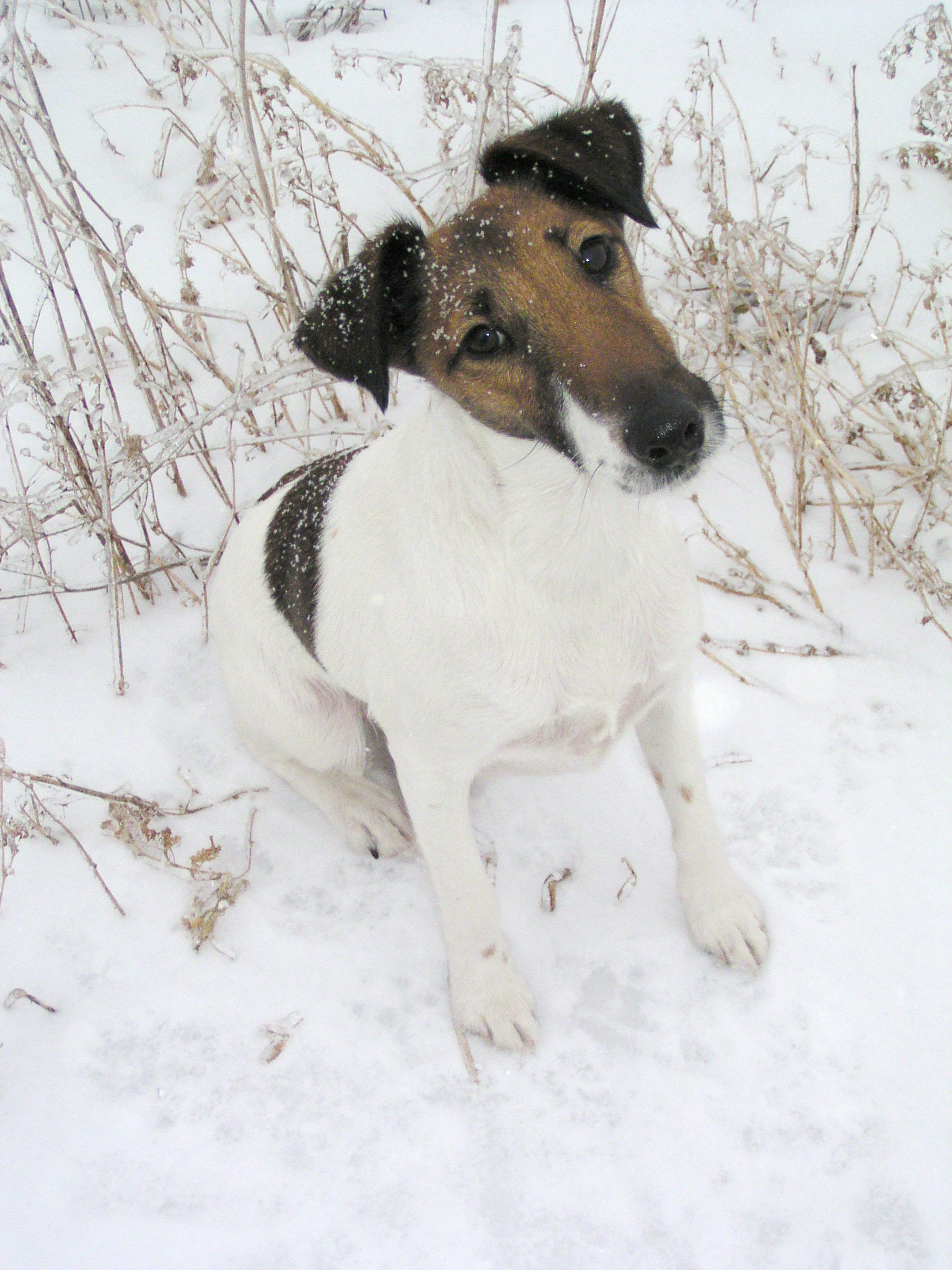
Simaszőrű fox terrier

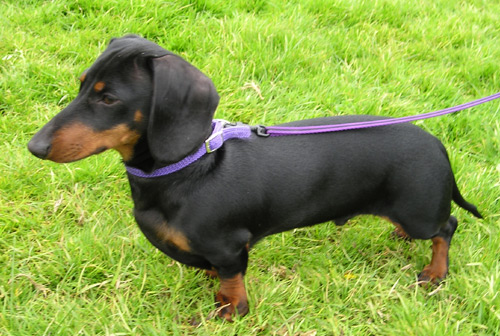
Sima szőrű tacskó

A kotorékebeket már ősidők óta arra használják, hogy földalatti járataiba kövesse a "dúvadat", ott felvegye a harcot vele s vagy kiugrassa, vagy lefojtva onnan kivonszolja. Kis termetű, nagyon élénk természetű kutyák. A kotorékebekhez tartoznak a tacskók és a terrierek. Manapság ugyanúgy megkövetelik tőlük a mindenes munkát, mint az egyéb vadászkutyáktól. A jó kotorékkutya jó kell legyen a kajtatásban, a vaddisznóhajtásban, sőt a vízi munkában is. Ma már igen elterjedt a kutyák műkotorékban való versenye, a tacskók, jagd terrierek, foxterrierek és welsh terrierek külön csoportokban versenyeznek. A versenyen a fogósságot, hangot, szenvedélyt, kitartást külön-külön pontozzák, és ugyancsak elbírálják a fogásnemeket. Használják őket vaddisznó vadászatára, mint hajtó kutyákat: erre a feladatra is tökéletesen megfelelnek. Eredetileg főleg róka és borz, valamint vadmacska vadászatára használták őket, a nagyobb testűeket pedig főleg vaddisznóra. Néhány fajtájuk a teljesség igénye nélkül:
- Airedale terrier (vaddisznó vadászatra)
- Angol bullterrier
- Ausztrál terrier
- Bedlington terrier
- Border terrier
- Brazil terrier
- Cairn terrier
- Cesky terrier
- Foxterrier
- Ír terrier
- Jack Russell terrier
- Jagd terrier
- Kerry-blue terrier
- Lakeland terrier
- Manchester terrier
- Norfolk terrier
- Norwich terrier
- Skót terrier
- Welsh terrier
- Tacskó, normál nagyság
- Kaninchen

### Agarak

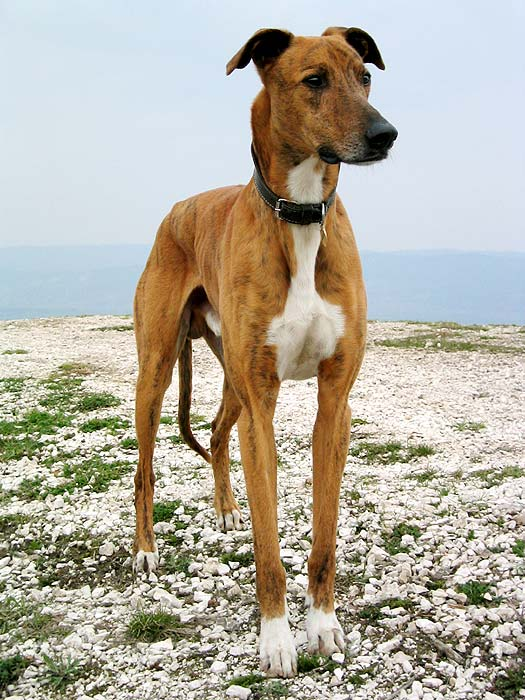
Homokszínű magyar agár kan

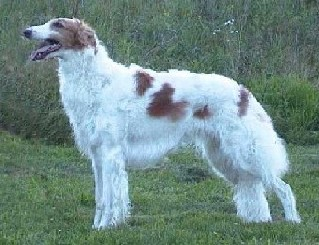
Orosz agár

Az agarászat egy speciális vadászati mód, amely tulajdonképpen egy futó vadászatot takar. Lényegében a kopózás egy speciális formája. Ehhez a vadászathoz viszont rendkívül gyors és éles szemű kutyákra van szükség, ezek az agarak. Jellegzetesen a szemükkel észlelik, követik, a vadat majd kemény harapásukkal rántják le. Szívós, kitartó kutyák, jellegzetesen karcsú testalkattal. Másik fő erényük a bátorságuk, ezért nem csak apróvadat vadásztak velük, hiszen az ázsiai fajták nagy részét, a barzojt, az afgánt, a magyart, farkas-, sőt leopárdvadászatra is használták. A magyar agarat használták rendszeresen őzre, szarvasra és vaddisznóra is. A klasszikus agarászatnak 2 változata létezett. A lovas agarászat, mikor a vadász lóháton ült és mellette haladtak, nyeregnél, az agarak. Amint a vadat megpillantották, a kutyákat hajszára engedték. A legidősebb agár űzte a nyulat, a többiek pedig utána. Aztán a leggyorsabb vágott rajta egyet, vagyis irányváltoztatásra kényszerítette a menekülő állatot. Így terelgették, míg valamelyikük el nem kapta.
Gyalogos agarászat a másik típusa ezen vadászatnak. Ekkor a kutyákat szintén füzéren tartották, de általában ilyenkor csak két kutyát vittek magukkal.
Manapság agarakkal csak elvétve vadásznak (Ázsia és Afrika néhány országában). Viszont közkedvelt sport lett a pályaversenyzés, ahol technikai berendezések segítségével – műnyúl, startbox stb. – rendezik meg az agarak futtatását. A kutyák nemzetközi szabványok által hitelesített pályákon futnak, elektromos gépezet húzta műnyúl után, és így mérik össze erejüket, ügyességüket.
- Afgán agár
- Angol agár
- Azawakh
- Barzoj
- Deerhound
- Ír farkaskutya
- Kis olasz agár
- Lengyel agár
- Magyar agár
- Orosz agár
- Saluki
- Sloughi
- Spanyol agár
- Whippet

### Elhozó kutyák (retrieverek)

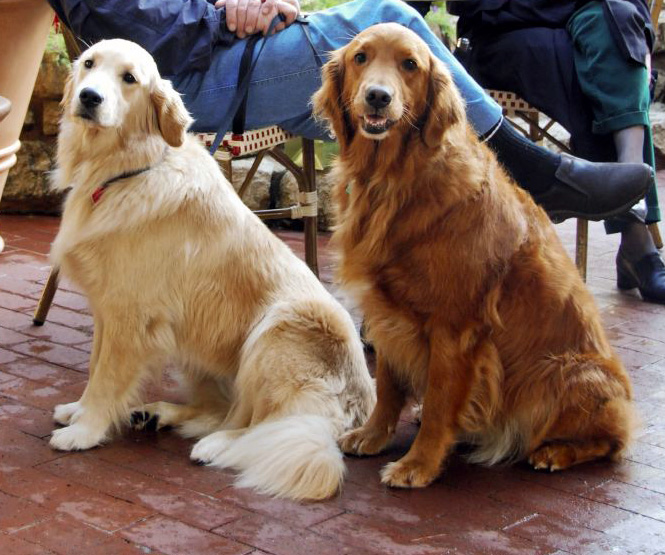
Golden retrieverek

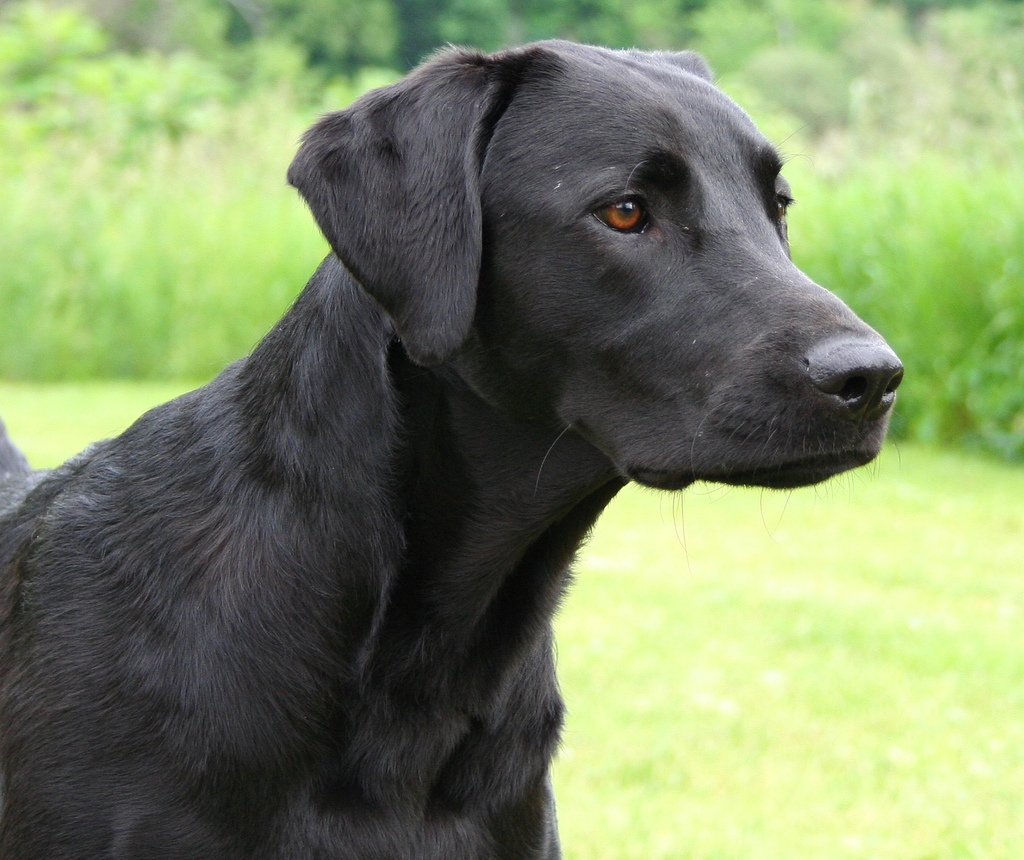
Fekete labrador retriever

Középtermetű, jó szimatú, erőteljes felépítésű, nem túl zömök, de nem is törékeny, igazi mindenes kutyák. Eredetileg az angol vadászmódszerek szerint a vizslákkal együtt használták őket. A vad megkeresése, jelzése az angol vizslák feladata volt, majd lövés után következtek a retrieverek, akik feladata az elejtett vagy megsebzett vad megtalálása és elhozása volt. A retriever a vadat elhozó kutyák királya. A szó szoros értelmében „puhaszájúnak” nevezett kutyát évtizedeken át arra tenyésztették, hogy erőteljes állkapcsát nagyon óvatosan használja. A retrieverek mentesek az agressziótól, ezért az ember ideális társává váltak. Manapság, mint mindenes vadászkutya használják őket. Szerepük az apróvad vadászatán a kajtatás (lásd ott), a lövés utáni munka, valamint igazán kitűnőek a vízi munkában. Ellentétben a vizslákkal nem „állják a vadat”, ezért fontos úgy kiképezni őket, hogy lehetőleg „puska alatt” keressenek. Sajnos, többségükből, mivel nagyon kedves, intelligens, nem agresszív állatok, úgynevezett „divatkutya” lett. Kár lenne, ha állományaik leromolnának, mert nagyszerű vadászkutyák és méltó helyük van egy vadászember oldalán.Ismertebb fajták:
- Flat coated retriever
- Golden retriever
- Labrador retriever
- Tolling retriever
- Curly coated retriever
- Chesapeake Bay retriever

### Vaddisznós kutyák
Tulajdonképpen nem képeznek önálló fajtát, mert erre a munkára nagyon sok kutyafajtát, sőt keveréket is használnak. A legjobbak a különböző terrierek, tacskók, tacskókopók és kopók. A jó disznós kutyának is több dolgot kell tudnia. A nagy termetű kutyák nem felelnek meg, mert amellett, hogy a sűrűben nehezebben mozog, kevésbé fordulékony, meg túl merész is, s leggyakrabban ők esnek áldozatul. A vaddisznóhajtásban nagyon jól megfelelnek a tacskók, tacskókopók, nehezebb terepen, nagyobb hóban a terrierek. A kis testűeknek nagyon sok előnyük van, de talán a legnagyobb mindannyi közül az, hogy a disznó nem menekül előlük árkon-bokron át, hanem csak ballagva vonul, meg-megáll, szembefordul a kutyával, tehát jobban lövéshez jutnak a vadászok. Az egyik legfontosabb követelmény, hogy a vaddisznós kutya visszahívható legyen. Nem egy vadászatot rontottak el már a disznók után elmenő kutyák, miután a vadászok egész nap várták őket. A másik fontos követelmény a sebzett vad követése, megtalálása. Ez tulajdonképpen vérebmunka, de gyakran lényeges, hogy a sebzetten továbbmenő disznó ne pusztuljon el nyomorultul valahol az erdő mélyén. Természetesen jó disznóskutyák csak akkor lesznek, ha rendszeresen foglalkoznak velük, és nem olyan módon próbáljuk kinevezni őket, hogy amelyik az erdőben elvakkantja magát, az már alkalmas vaddisznóhajtásra.
Vaddisznóvadászatra a vadászkutyák mellett gyakran a juhászkutyákat is használják, valamint Argentínában az argentin dogot is.

## Külső hivatkozások
- A vadászkutyák kialakulása, használata
- Vadászkutyák és az ember
- Agarászatról általában
- Pointer.lap.hu – linkgyűjtemény